# Vologaisés II.
Vologaisés II. (parthsky Valagaš) byl uzurpátor parthského trůnu, doložený numismaticky v letech 77/78–78/79 a 89/90. Byl buď synem, nebo vnukem krále Vologaisa I. a o moc se svářil s legálně vládnoucím králem Pakorem. V devadesátých letech již není připomínán, takže lze předpokládat, že ho Pakoros porazil.